# La vanità degli umani desideri
La vanità degli umani desideri è una satira scritta da Samuel Johnson. Venne composta nel 1749, nel periodo in cui era impegnato nella compilazione di A Dictionary of the English Language. Questo componimento poetico è stato il primo lavoro ad essere pubblicato con il nome di Johnson stampato sul frontespizio.
Il sottotitolo specifica che si tratta di una imitazione della X Satira: "Il desiderio sbagliato è fonte di sofferenze" del poeta latino Giovenale. A differenza di Giovenale, Johnson cerca di mostrare comprensione per i suoi soggetti poetici. Inoltre, la poesia sulla scia di Giovenale si concentra sulla futilità umana e sulla ricerca della grandezza ma conclude indicando nei valori Cristiani la base per un corretto vivere. Questo componimento rappresenta la seconda imitazione di Giovenale (la prima è stata London del 1738. A differenza di London, La vanità degli umani desideri fa prevalere i temi filosofici su quelli politici. Quest'opera non fu un successo dal punto di vista finanziario, ma in seguito i critici, tra cui Walter Scott e T. S. Eliot, lo considerarono come la più importante opera in versi di Johnson.

## Contesto
Nel 1738, Johnson scrisse London, la sua prima imitazione delle satire di Giovenale, poiché nel XVIII secolo era di moda scrivere poesie a imitazione dei classici come faceva Pope. Quando Johnson scelse al posto di Edward Cave come editore Robert Dodsley, convenne con Dodsley di cambiare il tema della sua poesia. Infatti, con London Johnson tratta temi politici, in special modo quelli concernenti il governo presieduto da Sir Robert Walpole, invece con La vanità degli umani desideri si impegna su concetti filosofici d'ordine generale.
In una conversazione con George Steevens, Johnson raccontò di aver scritto le prime settanta righe "nell'arco di una mattina, in quella piccola casa dietro la chiesa". Johnson sostenne che "Tutta la poesia era pronta prima ancora di mettere su carta un solo distico". Per poter compiere questa impresa, Johnson si basava su di una "forma quasi orale di composizione" che era possibile solo "grazie alla sua eccezionale memoria". Johnson disse a Boswell che quando stava scrivendo i versi, spesso gli capitava "per pigrizia" di scrivere solo la prima metà di ogni riga. Questa osservazione viene confermata dal manoscritto di La vanità degli umani desideri, in cui la prima metà di ogni verso è scritta con inchiostro diverso da quello usato per la seconda metà; "evidentemente Johnson sapeva di avere in mente le parole in rima per le seconde metà dei versi." Anche se Johnson era molto preso dopo il 1746 dalla stesura del suo Dizionario, tuttavia trovò il tempo per continuare a lavorare su La vanità degli umani desideri e completare anche il dramma, Irene.
La prima edizione uscì il 9 gennaio 1749 e per la prima volta sul frontespizio di questa pubblicazione comparve il nome di Johnson. Da questa pubblicazione guadagnò solo quindici ghinee. Una versione riveduta venne pubblicata nel 1755 in un'antologia edita da Dodsley col titolo A collection of Poems by Several Hands.  Una terza edizione venne pubblicata postuma in una edizione delle sue "Opere" nel 1787, evidentemente era una copia dell'edizione del 1749. Tuttavia, nessuna autonoma versione della poesia fu pubblicata durante la vita di Johnson oltre a quella della pubblicazione iniziale.

## La satira
La vanità degli umani desideri è composta da 368 versi, scritti in distici eroici.  Johnson ricorre ad un adattamento libero della X Satira di Giovenale per dimostrare "la completa incapacità del mondo e della vita mondana di offrire una genuina o duratura realizzazione personale." I versi introduttivi annunciano la portata universale del tema trattato, "l'antidoto dei vani desideri umani è nei positivi desideri spirituali"
Johnson si basa sull'esperienza personale, nonché su di una varietà di fonti storiche per illustrare "la totale vulnerabilità del singolo dinanzi al contesto sociale" e "l'inevitabile autoinganno che porta gli esseri umani lontani dalla retta via". Entrambi i temi sono affrontati in uno dei passaggi più celebri in cui Johnson descrive la carriera di Carlo XII di Svezia. Come Howard D. Weinbrot fa notare, "Il passaggio include abilmente molti dei temi cari Johnson - il rifiuto della guerra che rende famoso un uomo e uccide e impoverisce migliaia di persone, la comprensione per la esigenza umana di glorificare gli eroi, la sottile contrapposizione verso l'autore classico imitato per la sua visione etica inadeguata". Johnson descrive Carlo di Svezia come "Anima di fuoco", come il "Signore invitto del piacere e del dolore", che si rifiuta di accettare che la sua ricerca della conquista militare possa finire in un disastro.
Howard D. Weinbrot rileva che La vanità degli umani desideri segue lo schema della X satira di Giovenale, considera alcune delle cose che Johnson ha pensato come 'sublime' del componimento, ma utilizza anche la X satira come pietra di paragone, piuttosto che come argomento di indiscussa autorità. " In particolare, Johnson e Giovenale differiscono nel trattamento dei loro argomenti: entrambi parlano di condottieri (Carlo di Svezia e Annibale, rispettivamente), ma la poesia di Johnson invoca pietà per Carlo, mentre Giovenale deride la morte di Annibale.
Utilizzare Giovenale come modello ha causato dei problemi, specialmente quando Johnson ha sottolineato il Cristianesimo come "l'unica vera e perenne fonte di speranza". Il componimento di Giovenale non contiene nulla della fede cristiana nella redenzione che pervade la personale filosofia di Johnson. Per non alterare il suo prototipo, Johnson ha dovuto adeguare le sue idee al modello Romano e focalizzarsi sul mondo terreno, avvicinandosi alla religione "da un percorso negativo" e ignorando le "motivazioni positive della fede, come l'amore di Cristo".

## Valutazioni
Anche se Walter Scott e T. S. Eliot apprezzarono London la prima satira scritta da Johnson, entrambi considerarono La vanità degli umani desideri come la più grande opera in versi di Johnson. Altri critici successivi seguirono la stessa tendenza: Un critico successivo, Howard Weinbrot afferma, "London merita di essere letto, ma La vanità degli umani desideri è uno dei più grandi componimenti poetici scritti in lingua inglese." Parimenti, Robert Folkenflik dice, "London non è la più grande opera in versi di Johnson, per il semplice motivo che La vanità degli umani desideri è migliore". Samuel Beckett, grande ammiratore di Johnson, ad un certo punto riempì tre quaderni di materiale per scrivere una commedia su di lui, intitolata Human Wishes.